# Ferredoksyna

Centrum 2Fe-2S

Ferredoksyna, Fd – białko stromy chloroplastów o masie 12 kDa, zawierające grupę prostetyczną 2Fe-2S. Może występować w formie zredukowanej Fdred lub utlenionej Fdutl. Kodowane w jądrze komórkowym w formie prebiałka znakowanego N-końcowym peptydem tranzytowym, który jest odcinany przez stromalną peptydazę procesową w stromie. Tu również jest przyłączane centrum 2Fe-2S.
Jest jednym z białek łańcucha fotosyntetycznego transportu elektronów – przenosi elektrony z fotosystemu I do reduktazy ferredoksyna-NADP. Ponadto może brać udział w cyklicznym transporcie elektronów oraz pełnić funkcję reduktaz: azotynowej, siarczynowej, ferredoksyno-tioredoksyny oraz syntetazy glutaminowej.
Istnieją również bakteryjne ferredoksyny zawierające inne centra żelazo-siarkowe: 4Fe-4S i 3Fe-4S.